# RAB14
RAB14 (англ. RAB14, member RAS oncogene family) – білок, який кодується однойменним геном, розташованим у людей на короткому плечі 9-ї хромосоми.  Довжина поліпептидного ланцюга білка становить 215 амінокислот, а молекулярна маса — 23 897.
| 10         |  | 20         |  | 30         |  | 40         |  | 50         |
| ---------- |  | ---------- |  | ---------- |  | ---------- |  | ---------- |
| MATAPYNYSY |  | IFKYIIIGDM |  | GVGKSCLLHQ |  | FTEKKFMADC |  | PHTIGVEFGT |
| RIIEVSGQKI |  | KLQIWDTAGQ |  | ERFRAVTRSY |  | YRGAAGALMV |  | YDITRRSTYN |
| HLSSWLTDAR |  | NLTNPNTVII |  | LIGNKADLEA |  | QRDVTYEEAK |  | QFAEENGLLF |
| LEASAKTGEN |  | VEDAFLEAAK |  | KIYQNIQDGS |  | LDLNAAESGV |  | QHKPSAPQGG |
| RLTSEPQPQR |  | EGCGC      |  |            |  |            |  |            |

A: Аланін

C: Цистеїн

D: Аспарагінова кислота

E: Глутамінова кислота

F: Фенілаланін

G: Гліцин

H: Гістидин

I: Ізолейцин

K: Лізин

L: Лейцин

M: Метіонін

N: Аспарагін

P: Пролін

Q: Глутамін

R: Аргінін

S: Серин

T: Треонін

V: Валін

W: Триптофан

Задіяний у таких біологічних процесах як транспорт, транспорт білків. 
Білок має сайт для зв'язування з нуклеотидами, ГТФ. 
Локалізований у мембрані, цитоплазматичних везикулах, апараті Гольджі, ендосомах.